# 馬爾伯勒 (紐約州)
馬爾伯勒（英語：Marlborough）是一個位於美國紐約州阿爾斯特縣的鎮。

## 人口
根據2020年美國人口普查的數據，馬爾伯勒的面積為68.63平方千米，當中陸地面積為63.38平方千米，而水域面積為5.25平方千米。當地共有人口8712人，而人口密度為每平方千米127人。